# De Vier Gekroonden

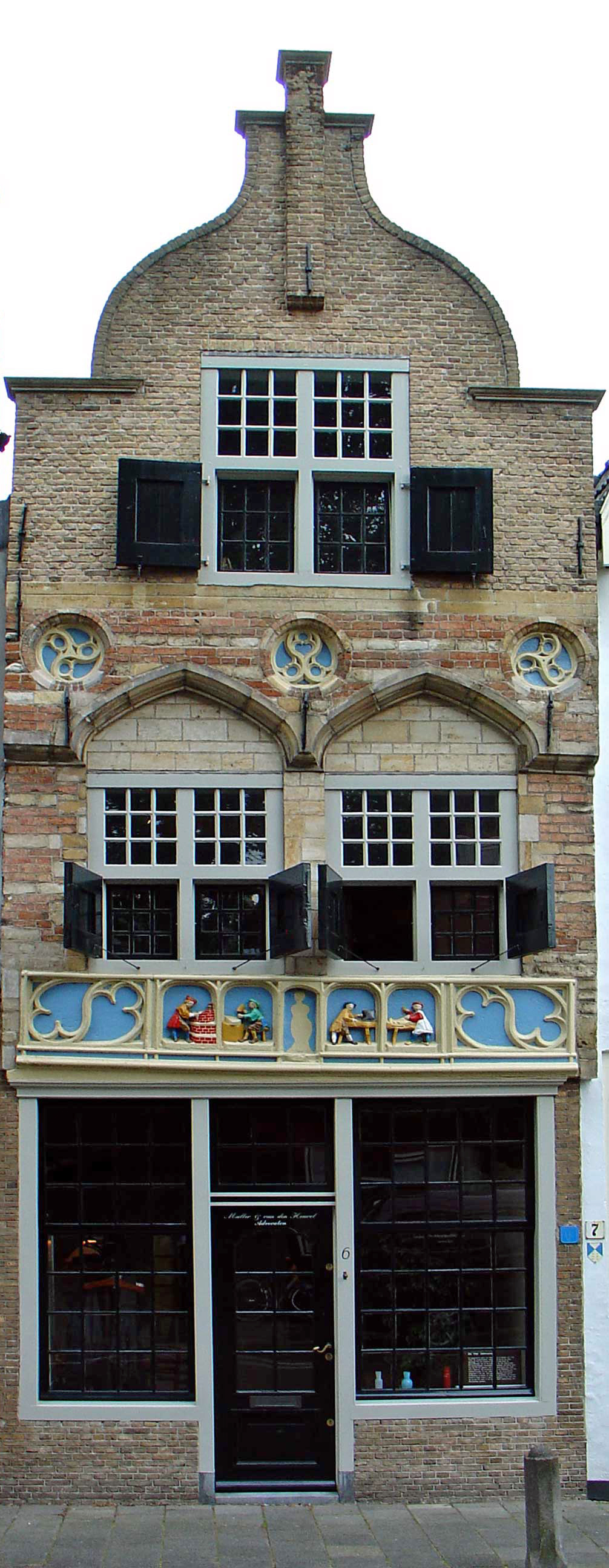
Het pand Naaierstraat 6 te Gouda

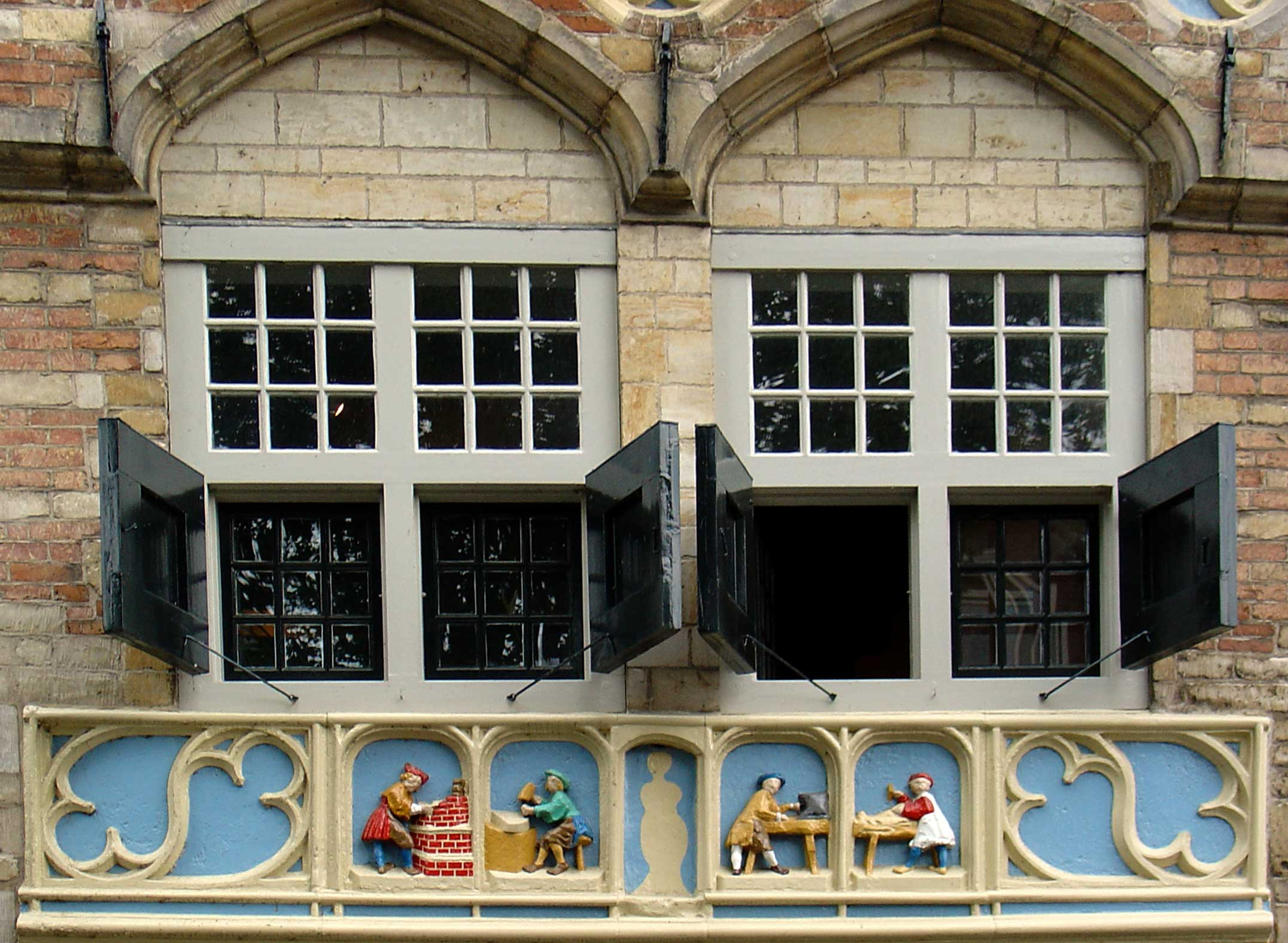
Het fries met 'de vier gekroonden'

De Vier Gekroonden is een laatgotisch huis aan de Naaierstraat 6 te Gouda genoemd naar het fries uit het begin van de 16e eeuw, een voorstelling van vier martelaren uit de 4e eeuw, die in 306 weigerden een afgodsbeeld voor keizer Diocletianus te bouwen. Het pand staat in de Top 100 van de Rijksdienst voor de Monumentenzorg (Rijksdienst voor het Cultureel Erfgoed) en is aangewezen als rijksmonument.

## Geschiedenis
In 1408 werd reeds melding gemaakt van bebouwing op het perceel Naaierstraat 6 te Gouda. De eerstgenoemde eigenaar was Claes Goelen. Oorspronkelijk vormde het samen met de naastgelegen woning op nr. 7 één pand. In 1491 werd de woning gesplitst in twee afzonderlijke panden. De stadsbranden, die regelmatig de binnenstad van Gouda verwoest hebben, zijn ook dit pand niet voorbijgegaan. Vermoedelijk is het oorspronkelijke huis verwoest bij de stadsbrand van 1527. De huidige bebouwing dateert van ongeveer 1530. Het huis is toen waarschijnlijk gebouwd en ook bewoond door Jan die Steenhouwer. Jan verrichtte in die periode meerdere opdrachten voor het stadsbestuur van Gouda. Zo was hij betrokken bij het halen van de nieuwe stenen uit Vlaanderen voor de ‘Hoornse Brug’ over de Gouwe (als vervanging van de bestaande houten brug). In 1560 was Mr. IJsbrant Cornelisz, chirurgijn eigenaar van het pand; hij verhuurde het aanvankelijk, maar verkocht het later aan zijn huurder, collega chirurgijn Mr Willem Heijndricxz Vossenburgh. Deze verkocht het pand in 1585 aan de schoenmaker Herck Jansz.
Hoewel het huis rond 1530 gebouwd werd zijn de trapgevel en de onderpui in een latere periode weer gewijzigd. Ook inwendig vonden er diverse ingrijpende verbouwingen plaats. Van de oorspronkelijk woning van 1530 is het middenstuk van de pui het best bewaard (zie: foto rechtsonder). In 1973 is de woning door de “Vereniging Hendrick de Keyser” gerestaureerd, waarbij niet geprobeerd is het gebouw in de oorspronkelijke staat te herstellen, maar getracht is om te laten zien welke bouwkundige wijzigingen er in de loop der tijd hebben plaatsgevonden.

## Het fries met de ‘afbeelding van de vier gekroonden’
Waarschijnlijk bestond de afbeelding op het fries al voor 1532. Vermoedelijk heeft een van de vroegere eigenaren, de metselaar Cornelis Jacobsz, deze afbeelding aangebracht of laten aanbrengen. Ook Jan die Steenhouwer wordt genoemd als de maker van het fries.
De afbeelding brengt niet alleen het werk van metselaars en steenhouwers in beeld, maar is ook een eerbewijs aan ‘de vier gekroonden’, vier martelaren uit de 4e eeuw, die in 306 weigerden een afgodsbeeld voor keizer Diocletianus te bouwen. Zij moesten deze weigering met de dood bekopen. In loden kisten werden zij in een rivier gedumpt. Vervolgens werden ze de patroonheiligen van de bouwvakkers. Hun afbeelding siert nog steeds dit oude pandje in de binnenstad van Gouda.
Op de lege plek in het midden heeft waarschijnlijk een afbeelding van Maria gestaan.
Een andere naam voor dit pand is de historisch onjuiste benaming "Steenhouwersgildehuisje". Het huis heeft echter nimmer als zodanig dienstgedaan.

## Overzicht van de eerste eigenaren (tot Jan die Steenhouwer)
- 1408-1422 Claes Goelen
- 1433-1443 Huge die stilleganckmaker (= maker van patijnen/houten overschoenen)[2]
- 1444-1455 Hughe die stilleganckmaker → Jan Symonsz die boeckmaker → Jacob Jacobsz
- 1456-1470 Jacob Jacobsz scoemaker (= schoenmaker)
- 1482 Jacob Jacobsz → Jan Jacobsz
- 1482-1499 Jan Jacobsz die scoemaker
- 1498 Jan Jacob Rommersz → Neel Zegers van Crimpen
- 1500-? Cornelis Zegers van Crimpen
- 1512 Cornelis van Crimpen → Pieter Boens, harnaschmaeker (= harnasmaker)
- 1513 Pieter Bouwens → Wouter Jansz Smit
- 1515 Jan Dircxz → Frans Jan de Rijc

- 1520 Cornelis Jacobsz, metselaar → Heindric Jans, verwer (= schilder)
- 1532-1547 Jan die steenhouwer → Claes Michelsz